# Wrath of the Black Manta
Wrath of the Black Manta (忍者COPサイゾウ, Ninja Koppu Saizō) est un jeu vidéo d'action et de plates-formes développé par AI et édité par Kyugo, sorti en 1989 sur NES.